# Acworth
Acworth es una ciudad ubicada en el condado de Cobb en el estado estadounidense de Georgia. En el censo de 2000, su población era de 13.422.

## Demografía
En el 2000 la renta per cápita promedia del hogar era de $50,918, y el ingreso promedio para una familia era de $55,163. El ingreso per cápita para la localidad era de $21,956. Los hombres tenían un ingreso per cápita de $40,516 contra $30,649 para las mujeres.

## Geografía
Acworth se encuentra ubicado en las coordenadas 34°3′46″N 84°40′12″O / 34.06278, -84.67000 (31.991549, -83.307551).
Según la Oficina del Censo, la localidad tiene un área total de 19,7 km² (7,6 mi²), de la cual 18,3 km² (7,1 mi²) es tierra y 1,4 km² (1 mi²) (7.10%) es agua.